# Arzneimittelwerbung
Arzneimittelwerbung ist in Deutschland eine im Heilmittelwerbegesetz geregelte Werbung. Es wird dabei in zwei Kategorien unterschieden:
- Fachwerbung: Werbung für verschreibungspflichtige Medikamente, die nur gegenüber einem Fachpublikum wie den Angehörigen der Heilberufe, die diese auch verschreiben dürfen, und solchen Personen, die legal damit handeln, beworben werden dürfen.
- Publikumswerbung: Gegenüber dem Publikum, d. h. der Öffentlichkeit, darf generell nicht für Arzneimittel zur Beseitigung von Schlaflosigkeit, von psychischen Störungen oder zur Beeinflussung der Stimmungslage geworben werden.

In den USA dürfen Pharmakonzerne direkt und unbeschränkt beim potentiellen Konsumenten für verschreibungspflichtige Medikamente werben, beispielsweise in Fernseh- und Radiospots oder mit Anzeigen in den Printmedien. Durch die Direktansprache sollen die Konsumenten dazu gebracht werden, sich bei den Ärzten Rezepte für diese Medikamente ausstellen zu lassen, beziehungsweise sie sich über
das Internet konsultationsfrei zu beschaffen. Dadurch ist
Pharma inzwischen die zehntgrößte Werbekategorie in Amerika. Im Jahre 2005 wurden in den USA von den Pharmakonzernen 4,2 Milliarden Dollar für Konsumentenwerbung ausgegeben. Dies entspricht 14 % der Werbeausgaben der US-Pharmaindustrie (29,9 Mrd. Dollar).

## Geschichte
Bis in die 1920er Jahre war eine Bewerbung von Arzneimitteln in Deutschland bis in den Beipackzettel hinein möglich und üblich. So auch auf Plakaten. Bereits im Mittelalter wurde häufig etwa mit medizinischen Autoritäten] und bekannten Patienten- oder Anwendernamen für Arzneimittel geworben. Für die Werbeindustrie waren Pharmaprodukte eins der wichtigsten Geschäftsfelder. Mit massivem Widerstand reagierten deshalb der Deutsche Reklame-Verband e.V. und der Verband Deutscher Reklamefachleute e.V. in der Zeitschrift Die Reklame auf die  Novellierung der Spezialitätenordnung in Österreich am 24. September 1925:

„Die äußere Aufmachung sowie die mit dem Medikament direkt abgegebenen Reklamedrucksorten unterliegen also der unbedingten Zensur des österreichischen Ministeriums für soziale Verwaltung. [...] Die Beschränkung liefert für Deutschland den schlagenden Beweis, daß nicht nur mit Recht der Kampf gegen die geplanten Gesetze geführt wird, sondern daß es geradezu ein Verhängnis sein würde, wenn man in Deutschland zu einer ähnlichen Regelung käme.“

Die österreichische Spezialitätenverordnung führte zu Arzneimittelwerbung insbesondere aus:

„Die Verwendung anderer als der vom Bundesministerium für soziale Verwaltung zugelassenen Signaturen und Texte von den zur Beipackung bestimmten Druckschriften und Ankündigungen in nicht-pharmazeutischen Zeitschriften und Druckwerken ist untersagt. Jede marktschreierische Anpreisung, wozu insbesondere unbegründete oder irreführende Behauptungen über den Heilwert oder die Unschädlichkeit pharmazeutischer Spezialitäten gehören sowie die Verbreitung derartig verfaßter Gebrauchsanweisungen ist untersagt. [...] Spezialitäten, deren Abgabe nur 'gegen ärztliche oder tierärztliche Verschreibung' zulässig ist, dürfen nur in medizinischen oder pharmazeutischen Fachzeitschriften unter Anführung einfacher Indikationen angekündigt werden.“